# Riksväg 827
Riksväg 827 (norska: Riksvei 827) är en riksväg i Nordland fylke i norra Norge som går mellan Europaväg 6 vid byn Sommarset i Hamarøy kommun och Europaväg 6 vid byn Sætran i Narviks kommun. Det finns en färjeförbindelse längs vägen, mellan Drag och Kjøpsvik.
Exklusive färjeförbindelsen är vägen 39,7 kilometer lång och asfalterad. Den passerar bland annat genom tätorterna Drag och Kjøpsvik.

## Anslutningar
Riksväg 827 ansluter till:
- Europaväg 6 (vid Sommarset)
- Europaväg 6 (vid Sætran)

## Bilder

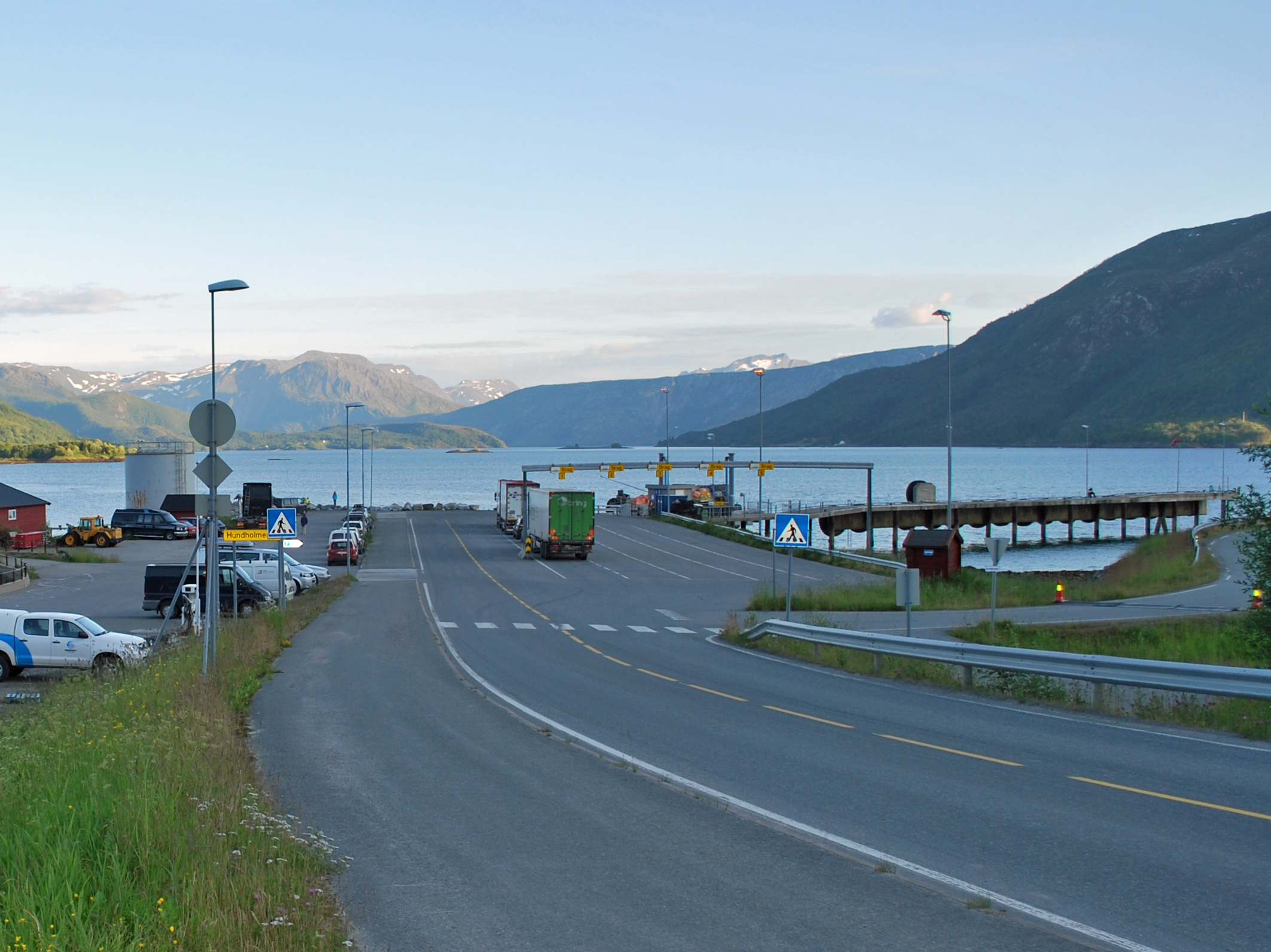
Riksväg 827 vid färjeläget i Kjøpsvik.
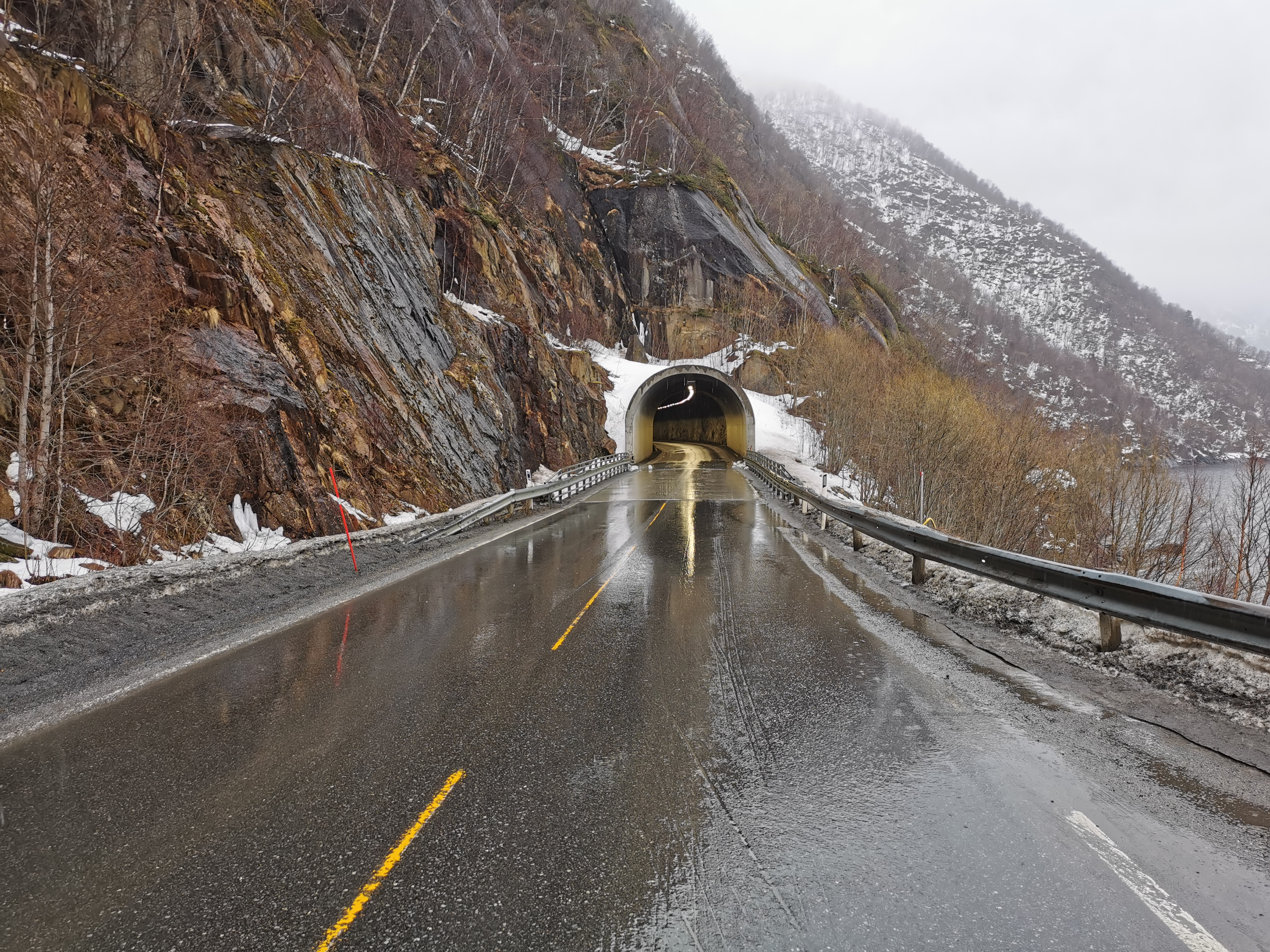
Riksväg 827 vid Brattlitunneln.
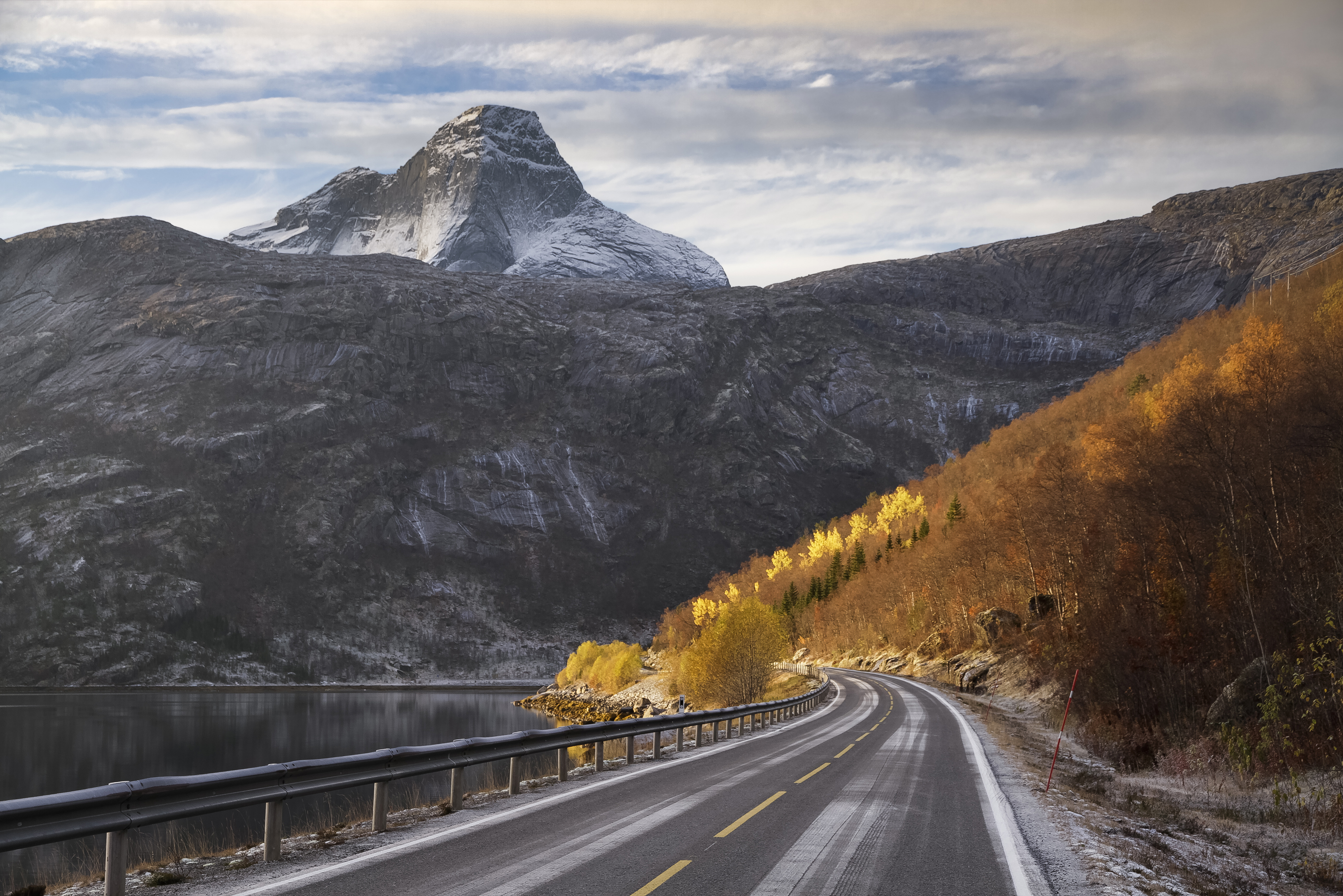
Riksväg 827 vid Efjorden.